# Роден, Огюст
Франсуа́ Огю́ст Рене́ Роде́н (фр. François-Auguste-René Rodin; 12 ноября 1840, Париж — 17 ноября 1917, Мёдон) — французский скульптор, признанный одним из создателей современной скульптуры.
В молодости зарабатывал на жизнь ремеслом декоратора, и большинство его авторских работ были созданы в зрелом возрасте. Уже после того, как Роден получил признание как новатор в скульптуре, его работы вызывали скандалы и отвергались заказчиками.
Творчество Родена находится на стыке реализма, романтизма, импрессионизма и символизма. Роден достиг виртуозного мастерства в передаче художественными средствами движения и эмоционального состояния своих героев и в изображении человеческого тела. Среди главных произведений Родена — скульптуры «Мыслитель», «Граждане Кале» и «Поцелуй».

## Биография

### Детство и молодость
Родился в Париже 12 ноября 1840 года. Его отец Жан-Батист Роден служил в префектуре. Огюст был вторым ребёнком от второго брака Жана-Батиста с уроженкой Лотарингии Мари Шеффер; первым ребёнком была Мари — на два года его старше.
В школе Роден не проявлял интереса к учёбе, за исключением рисования. В 14 лет Огюст получил от отца, на которого смогла повлиять в этом вопросе 16-летняя Мари, разрешение поступить в École Gratuite de Dessin (также известную как Petite École, Малая школа) — учебное заведение, готовившее художников, декораторов, ювелиров и представителей схожих профессий. Учителем Родена был крупный художник и педагог Орас Лекок де Буабодран. Окончив Малую школу, Роден трижды пытался поступить в Школу изящных искусств, но терпел неудачу.
Начиная с этого периода, Роден много лет перебивался заработками подмастерья, декоратора, скульптора на общественных работах. Он посещал курсы скульптора Антуана Бари в Музее естественной истории. В 1862 году умерла Мари Роден, сестра скульптора. Это глубоко его потрясло, на какое-то время Роден забросил занятия скульптурой. Роден вступил послушником в конгрегацию священника Пьера Эймара, который убедил его вернуться к занятиям искусством. Сохранился бюст Эймара, который Роден создал в 1863 году.
Вернувшись к скульптуре, Роден много работал оформителем и декоратором. Работы того периода он выполнял анонимно, большинство из них невозможно идентифицировать, многие не сохранились. Известно, что Роден работал над оформлением фойе театра Гаитэ и фасада театра Гоблен в Париже (здание театра Гоблен в настоящее время является кинотеатром). В 1864 году Роден познакомился и начал жить со швеёй Розой Бёре. В 1866 году у пары родился сын Огюст. Брак не был оформлен, поэтому сын получил фамилию матери. Роза обладала привлекательной деревенской внешностью и позировала для некоторых ранних произведений Родена: бюстов «Девушка в шляпке с цветами» (1865—1870) и «Миньон» (1870) и скульптуры «Вакханка»; последняя не сохранилась, разбившись при очередном переезде. Роза Бёре оставалась спутницей скульптора на протяжении всей его жизни, хотя Роден был непостоянен, и их отношения переживали разные этапы.

### Становление
После знакомства с Розой Бёре (1844—1917) Роден приобрёл собственную мастерскую — бывшую конюшню. В 1864 году Роден выполнил бюст местного жителя по прозвищу Биби, которого отличало выразительное лицо со сломанным носом. Во время заморозков хранившийся в скудных условиях конюшни бюст треснул, от него осталась только маска, но это не помешало Родену отправить «Человека со сломанным носом» в парижский Салон. Скульптура, выражавшая восхищение некрасивым, покрытым морщинами и шрамами лицом и бросившая вызов академическим канонам красоты, была отклонена. С 1864 по 1870 год Роден работал в мастерской скульптора Альбера Каррье-Беллёза, зарабатывая изготовлением декоративной скульптуры. С началом франко-прусской войны Роден был призван в действующую армию, но вскоре комиссован из-за плохого зрения. Каррье-Беллёз, который переехал в Бельгию и получил крупный заказ на оформление здания брюссельской Биржи, предложил Родену работу, и тот тоже переехал в Брюссель.
В Брюсселе Роден создал несколько скульптур для частных домов, для здания биржи и боковые фигуры для памятника бургомистру Лоосу в парке Антверпена. После рабочего дня Роден изготавливал для Каррье-Беллёз статуэтки, которые тот под своим именем отливал в бронзе и выставлял на продажу. Однажды Роден подписал одну статуэтку собственным именем и предложил посреднику в обход Каррье-Беллёза. Когда об этом узнал Каррье-Беллёз, он сразу уволил Родена. По окончании франко-прусской войны Каррье-Беллёз вернулся во Францию, и его незаконченную работу по контракту принял скульптор Антуан-Жозеф ван Расбург, который снова нанял Родена. Два скульптора сняли мастерскую в Икселе и договорились совместно продавать свои работы, при этом скульптуры, продаваемые в Бельгии, подписывал своим именем ван Расбург, а во Франции скульптуры шли под именем Родена. Почти все продажи из-за отдалённости Франции и сложившейся клиентуры ван Расбурга в итоге приходились на Бельгию. Некоторые из работ того периода, подписанных ван Расбургом, с большей или меньшей вероятностью принадлежат Родену, однако достоверные доказательства авторства, как правило, отсутствуют.
Выросшие доходы Родена позволили Розе переехать из Парижа в Иксель. В 1875 году Роден снова представил в Салон «Человека со сломанным носом» — на этот раз мраморный бюст, и он был принят. Скопив денег, Роден в 1876 году совершил путешествие в Италию, где посетил Геную, Флоренцию, Рим, Неаполь и Венецию. Целью Родена было знакомство с искусством Возрождения, в особенности с великими скульпторами прошлого Микеланджело и Донателло. Путь Родена в Италию лежал через Реймс, где скульптор впервые увидел один из самых известных готических соборов, который потряс скульптора и заронил любовь к готической архитектуре, сохранявшуюся у Родена всю жизнь.
По возвращении из Италии около 18 месяцев работал над скульптурой, которая сейчас известна как «Бронзовый век». Для неё он использовал непрофессионального натурщика — бельгийского солдата, который произвёл впечатление на скульптора своей развитой мускулатурой. Скульптура создавалась под явным влиянием «Умирающего раба» Микеланджело: можно обнаружить сходство в положении тела и закинутой назад руки, в закрытых глазах фигуры. Роден впервые выставил гипсовую скульптуру под названием «Побеждённый» с копьём в левой руке в 1877 году в Бельгии, представив её как памятник мужеству французских солдат, а на следующий год отправил её в Салон. Перед представлением скульптуры французской публике Роден изменил подразумеваемый «смысл» своей работы таким образом, чтобы в ней увидели пробуждение, а не страдание человека. Он убрал копьё и дал скульптуре название «Бронзовый век» (среди других названий, которые рассматривал Роден, были «Пробуждение весны» и «Доисторический человек»). Однако мастерство Родена в изображении обнажённой натуры вызвало обвинения в том, что он выдал за скульптуру слепок с тела натурщика. Роден получил поддержку многих деятелей искусства и был оправдан. В 1880 году эта же скульптура, отлитая в бронзе, была выставлена в Салоне ещё раз.
Однажды к Родену пришёл итальянский крестьянин, желавший позировать. Крестьянин обладал правильным красивым телосложением, а особенно Роден был впечатлён его движениями при ходьбе. Роден хотел изобразить движение таким образом, чтобы обе ноги скульптуры твёрдо стояли на земле и вес был распределён между ними. В результате он сделал две скульптуры: «Шагающий» (1877) и «Иоанн Креститель» (1878). «Шагающий» (шагающая фигура без головы и рук) был этюдом ко второй скульптуре. Вторая скульптура не содержит никаких атрибутов, обычно сопровождающих изображение святого, за исключением характерного жеста руки; скульптор назвал так свою работу, потому что фигура натурщика вызвала у Родена самопроизвольную ассоциацию с Иоанном Крестителем. Как писал сам Роден: «Я сразу подумал об Иоанне Крестителе, другими словами, о дитяти природы, боговдохновенном, верующем, Предтече Того, Кто более велик, чем он сам». Роден выставил «Иоанна Крестителя» в Салоне 1880 года, где скульптура получила третью премию.
В 1878 году принял участие в конкурсе на памятник защитникам Парижа во франко-прусской войне. Он представил на суд жюри статую, сейчас известную как «Призыв к оружию». Она представляла собой аллегорическую крылатую женскую фигуру, одновременно полную выразительности и монументальную. Статуя, ставшая впоследствии столь знаменитой, не произвела на жюри впечатления и не вошла даже в предварительный премиальный список. Роден потерпел неудачу и на других конкурсах на памятники Лазару Карно, Дени Дидро, Жану-Жаку Руссо и генералу Жану Огюсту Маргериту. Он получил заказ только на памятник д’Аламберу на фасаде Отель-де-Виль. В 1879 году Каррье-Беллёз, с 1875 года бывший директором Севрской мануфактуры, пригласил Родена работать у него. На этой работе, приносившей хороший заработок, Роден оставался до 1882 года. В 1881 году Роден в знак благодарности изваял бюст Каррье-Беллёза.
В 1890 году стал одним из членов второго по счету Национального общества изобразительных искусств.
Позже он был введён в салон писательницы Жюльетты Адам, где был представлен премьер-министру Гамбетте. Гамбетта, в свою очередь, порекомендовал Родена министру изящных искусств Антонену Прусту, который приобрёл для государства «Иоанна Крестителя». Это было первое признание, которое пришло к скульптору, которому в то время было уже сорок лет.

### Главные работы
- Мыслитель, 1888, бронза
- Врата ада, 1880—1917, бронза
- Поцелуй, 1889, мрамор
- Памятник Бальзаку, 1891—1898, бронза

В 1880 году Роден впервые получил заказ от государства — заказ на скульптурный портал, который должен был украсить здание нового Музея декоративного искусства в Париже. Скульптор не уложился в оговорённый заказчиком срок, к 1885 году, Музей так и не был создан, но Роден продолжал работать над скульптурой, получившей название Врата ада, в итоге оставив её незавершённой: «Врата ада» были впервые отлиты в бронзе после смерти мастера. Роден вдохновлялся бронзовыми воротами флорентийского баптистерия Лоренцо Гиберти и черпал идеи для сюжетов из «Божественной комедии» Данте, «Страшного суда» Микеланджело, «Цветов зла» Шарля Бодлера, образов порталов готических соборов. Семиметровые «Врата ада» вмещают 186 фигур, многие из которых, в том числе «Мимолётная любовь», «Поцелуй», а также исключённые из композиции «Адам» и «Ева», обрели самостоятельную жизнь как отдельные скульптуры, увеличенные, доработанные и отлитые в бронзе или высеченные в мраморе. «Мыслитель», ставший наиболее известным произведением Родена и одним из самых узнаваемых скульптурных образов в мировой истории, создавался как портрет Данте — автора картин ада, из которых Роден черпал образы для своего произведения, и теперь наблюдавшего порождения собственного воображения. Но с течением времени Роден переработал скульптуру в сторону универсального вневременного образа поэта, философа и творца, «физическая мощь которого воплощала мощь интеллектуальную». «Поцелуй» первоначально был изображением Паоло Малатесты и Франчески да Римини — персонажей «Божественной комедии», влюблённых, застигнутых и убитых мужем Франчески и ставших символом вечной любви. «Врата ада» должны были обрамлять гигантские статуи Адама и Евы — первых грешников, но, недовольный своими скульптурами, Роден постоянно их переделывал и в итоге отказался от первоначального замысла. Фигура Адама стала основой для «Трёх теней» — венчавшей «Врата ада» композиции из трёх одинаковых фигур, изображённых с разных ракурсов.
В 1881 году Роден посетил жившего в Лондоне художника Альфонса Легро, с которым он дружил и у которого учился искусству офорта. Во время этой поездки Роден познакомился с поэтом и критиком Уильямом Эрнестом Хенли. Роден сумел поразить Хенли, и тот сообщил о нём в лондонском артистическом кругу. В том же году Хенли стал редактором влиятельного журнала Magazine of Art и опубликовал там несколько статей о творчестве Родена, а в следующем году «Бюст Иоанна Крестителя» (одна из версий статуи, ранее приобретённой французским правительством) с успехом был выставлен в Королевской академии художеств.
С началом работы над «Вратами ада» Роден получил от государства новую мастерскую — ему были выделены две студии в здании на Рю л’Юниверсите, в котором было оборудовано двенадцать студий, предоставленных скульпторам и художникам, занятым работой над важными проектами. В 1884 году Роден получил заказ от чилийского правительства на статуи покойного президента Франсиско Рамона Викуньи и военачальника Патрисио Линча, героя завершившейся недавно Второй тихоокеанской войны. Линч должен был быть изображён на коне, и конная статуя была давней мечтой Родена. Роден изготовил два макета, но из-за переворота в Чили памятники не были отлиты, а сами макеты погибли. Одновременно Роден создал бюст жены чилийского посла во Франции, одну из наиболее ярких и выразительных своих работ.
В 1883 году Роден по протекции критика Эдмонда Базира получил разрешение Виктора Гюго создать его бюст. При этом восьмидесятилетний живой классик не питал энтузиазма по поводу этого проекта и считал, что лучший его бюст уже был создан десятки лет назад Давидом д’Анже. Работа над бюстом осложнялась тем, что Гюго отказался позировать; но Родену было разрешено посещать дом писателя, присутствовать при его повседневных занятиях, делать зарисовки и эскизы. Кроме того, Роден много работал с фотографиями. Бюст писателя был закончен в 1883 году и в следующем году выставлен в Салоне.
В том же 1883 году Роден был приглашён скульптором Альфредом Буше курировать группу его студенток. Там он познакомился с молодой девушкой Камиллой Клодель, которая явно превосходила по таланту других студенток. С 1885 года Клодель стала работать помощницей в мастерской Родена, позировала ему, а вскоре они стали любовниками. Их отношения продолжались девять лет, при этом Роден не порвал связей и с Розой, которая знала о своей роли «другой женщины». В период отношений с Камиллой Роден создал большое количество скульптур, главной темой которых была чувственная любовь. Наиболее известны среди этих работ «Поцелуй» и «Вечный идол». Впоследствии у Камиллы Клодель появились признаки психического расстройства. В 1913 году родственники поместили её в психиатрическую клинику, где она умерла в 1943 году. Поль Клодель, брат Камиллы, поэт и дипломат, обвинял Родена в трагедии сестры.
Одной из самых известных работ Родена стала скульптурная группа «Граждане Кале» (завершена в 1888 году). Заказ на памятник, увековечивавший героическую страницу в истории города, Роден получил от муниципалитета Кале. Во время Столетней войны английский король Эдуард III осадил город, и спустя некоторое время голод вынудил оборонявшихся к сдаче. Король обещал пощадить жителей, если шесть самых знатных граждан выйдут к нему в рубище и с верёвками на шее, отдавая себя на казнь. Решение, избранное Роденом, было необычным: он изобразил всех шестерых граждан, а не одну фигуру, которая бы воплощала самого знатного из них, Эсташа де Сен-Пьера. В скульптурной группе статичные фигуры противопоставлены фигурам, схваченным в движении, при этом каждый герой, запечатлённый в момент, когда он отправлялся на смерть, получил свои характерные черты. В 1889 году «Граждане Кале» стали главным событием совместной выставки Родена и Клода Моне в галерее Жоржа Пети. Всего на этой выставке были представлены 36 скульптур Родена и 70 полотен Моне. Скульптура была установлена в Кале в 1895 году. В работе над скульптурой Родену помогала Камилла Клодель, о роли которой историки спорят. Мнения разнятся в диапазоне от приписывания Клодель роли подмастерья до признания значительного творческого вклада.
В 1889 году Роден принял участие в конкурсе на памятник живописцу Клоду Лоррену в Нанси. Проект Родена был принят с трудом, но в конце концов статуя была отлита в бронзе и установлена в городском парке. Роден довольно низко оценивал собственную работу: хрупкая фигура на массивном высоком постаменте смотрелась непропорционально.
Среди других крупных произведений Родена памятники двум из числа наиболее значимых фигур во французской литературе — Виктору Гюго и Оноре де Бальзаку. Заказ на памятник Гюго Роден получил в 1886 году. Памятник планировалось установить в Пантеоне, где писатель был похоронен за год до того. Кандидатура Родена была выбрана в том числе и потому, что ранее он создал бюст писателя, принятый положительно. Однако работа Родена, когда она была окончена, не соответствовала ожиданиям заказчиков. Скульптор изобразил Гюго могучим обнажённым титаном, опирающимся на скалу и окружённым тремя музами. Обнажённая фигура казалась неуместной в усыпальнице, и в итоге проект был отклонён. В 1890 году Роден переработал первоначальный замысел, удалив фигуры муз. Памятник Гюго в 1909 году был установлен в саду у Пале-Рояль.
В 1891 году Общество литераторов, во многом благодаря личным стараниям его президента Эмиля Золя, заказало Родену памятник Бальзаку со сроком исполнения в два года. Бальзак к концу жизни сильно растолстел и, по воспоминаниям современников, из одежды предпочитал бесформенную доминиканскую рясу. Роден видел будущий памятник массивной стоящей фигурой с крупной головой и телом, скрытым драпировками. Скульптор быстро принялся за работу; сохранились этюды в виде обнажённой фигуры, которые Роден создал, чтобы лучше проработать позу памятника. Тем не менее Роден никак не укладывался в сроки. Когда его студию посетили представители заказчика, они остались крайне разочарованы проектом, который охарактеризовали как «бесформенную массу». Публичный показ незаконченного памятника состоялся в Салоне 1898 года и вызвал скандал, при этом Родена поддержали многие деятели искусства. В итоге Общество литераторов отказалось от принятия работы и заказало памятник Александру Фальгьеру, а Роден вернул выплаченный ему аванс и оставил свою скульптуру у себя. Роденовский памятник был установлен в Париже только в 1939 году.

### Последние годы
В 1895 году Роден приобрёл поместье Вилла Брийан в Мёдоне под Парижем. Он оборудовал там и мастерскую и перевёз в Мёдон скульптуры, но для мастерской было недостаточно места, поэтому через два года он вернул её в Париж. Благодаря появившимся доходам Роден смог посвятить себя коллекционированию предметов искусства; с течением времени он приобрёл и поместил в Вилле Брийан множество египетских, греческих и римских скульптур, персидских миниатюр и картин современных ему французских художников, в том числе «Портрет Папаши Танги» Ван Гога.
Французское правительство предоставило Родену целый павильон на Всемирной выставке 1900 года, проводившейся в Париже. Для выставки, которая стала ретроспективой творчества скульптора начиная с «Человека со сломанным носом», было отобрано 136 скульптур и 14 незаконченных работ, среди которых были демонстрировавшиеся впервые «Врата ада». В предисловии к каталогу критик Арсен Александр сравнивал Родена с Рихардом Вагнером, также не сразу нашедшим ценителей своего таланта. Выставка позволила Родену продать в музеи по всему миру скульптуры на сумму около 200 000 франков (правда, 60 000 франков стоило изготовление бронзовых и мраморных копий).
В зрелом возрасте Роден раскрылся как блестящий рисовальщик и график. Если в молодости наброски с моделями ню давались ему тяжело, то с течением времени он научился создавать рисунки моментально, не отрывая глаз от модели, а карандаша от бумаги, и запечатлевая на бумаге пойманный им момент движения. Изредка он раскрашивал рисунки акварелью или дорабатывал мелом. В 1897 году промышленник и коллекционер Морис Феней издал тиражом в 125 экземпляров альбом со 147 репродукциями рисунков Родена. Альбом разошёлся мгновенно. В 1906 году король Камбоджи Сисоват совершил визит во Францию. Его сопровождала труппа танцоров, давшая представления в Париже и Марселе. Роден, очарованный танцорами, посетил оба выступления и оставил серию набросков, которые относят к его лучшим рисункам.
В 1900-х годах Роден стал регулярно получать заказы на портреты богачей и знаменитостей своего времени. Среди его клиентов были Бернард Шоу, Густав Малер, Жорж Клемансо, президент Аргентины Доминго Фаустино Сармьенто, химик Марселен Бертло, филантроп Берта Палмер. В 1914 и 1915 годах Роден путешествовал в Рим, чтобы сделать бюст папы Римского Бенедикта XV. Известен отзыв Клемансо, который был недоволен своим портретом, считая, что получился похожим на «монгольского генерала».
Заработки Родена позволили ему нанимать в свою мастерскую ассистентами талантливых молодых скульпторов. Среди тех, кто работал у Родена в 1890-х и 1900-х, были Антуан Бурдель, Шарль Деспио, Жюль Дебуа, Франсуа Помпон и Аристид Майоль. В 1897—1899 годах ученицей Родена была русский скульптор Анна Голубкина. В 1904 году моделью и ученицей Родена была британская художница Гвен Джон (она также стала одной из многих любовниц скульптора). Константин Бранкузи работал в мастерской Родена два месяца, но ушёл оттуда, считая, что «под большим деревом ничего не вырастет». В то же время, по словам Шампиньоля, Роден не оставил подлинных учеников, которые развили и продолжили бы его стиль и эстетику. Все скульпторы, долго работавшие с ним и считающиеся его учениками, принадлежали к классической традиции. В 1905—1906 годах личным секретарём Родена был немецкий поэт Райнер Мария Рильке, позднее написавший восторженную биографию скульптора.
Роден в старости стал падок на женскую красоту. Его увлечения были недолгими, за исключением романа с маркизой (позднее — герцогиней) де Шуазёль, американкой французского происхождения. Роман начался в 1904 году и продолжался до 1912 года. Друзья Родена вспоминали о де Шуазёль как о недалёкой, безвкусно одевавшейся и не разбиравшейся в искусстве женщине, тем не менее подчинившей скульптора своей воле и пользовавшейся его богатством и славой. Роден позднее отзывался о де Шуазёль как о «злом гении», на которого он «потратил семь лет своей жизни».
В 1908 году Родена в Мёдоне посетил король Великобритании и Ирландии Эдуард VII. В том же году Рильке пригласил Родена в отель Бирон — парижский особняк XVIII века, переоборудованный в жилой дом, где Рильке и его жена снимали комнаты. Особняк настолько понравился Родену, что он снял там первый этаж, перевёз туда студию и жил там последние годы.
Свою давнюю любовь к средневековым соборам Роден раскрыл в книге «Соборы Франции» (фр. Les Cathédrales de France), первое издание которой вышло в 1914 году. Искусствовед Бернар Шампиньоль отмечал, что Роден, не имевший достаточной архитектурной подготовки, тем не менее продемонстрировал великолепное интуитивное понимание организации готической архитектуры, однако его манера изложения тяжела для читателя. Недаром один из вариантов многочисленных этюдов человеческих рук, моделированных в гипсе (позднее переведённых в мрамор и бронзу), Роден назвал «Рука Творца», а другой — «Собор» (1908).
В 1916 году Роден подписал завещание, согласно которому все его работы и рукописи переходили государству. В последние годы жизни Роден был окружён большим количеством любовниц, которые почти в открытую расхищали его имущество, вынося произведения искусства из коллекции скульптора. Охрана поместья Родена была организована лично министром коммерции в правительстве Клемансо Этьеном Клементелем.
19 января на вилле в Мёдоне состоялось бракосочетание Родена с Розой Бёре. Роза была уже тяжело больна и умерла через двадцать пять дней после церемонии. 12 ноября тяжело заболел и Роден. Он умер от скоротечного воспаления лёгких 17 ноября. На его могиле в Мёдоне была установлена копия «Мыслителя».

## Наследие
Работам Огюста Родена посвящены три музея. Музей Родена находится в Отель Бирон, в котором Роден жил последние годы. Основой его собрания стали скульптуры, рисунки и коллекция произведений искусства, которые Роден завещал государству. Музей был учреждён 22 декабря 1916 года (ещё при жизни скульптора) и открыт для публики в 1919 году. Другой французский музей Родена был создан в 1930 году в Мёдоне, где находилась вилла Родена и где он был похоронен. В 1929 году на основе коллекции, принадлежавшей владельцу сети кинотеатров и филантропу Жюлю Мастбауму, был открыт музей Родена в Филадельфии.
Роден позволял массово производить копии своих скульптур для продажи, а после его смерти право изготавливать копии перешло музею Родена. Известно, что при жизни скульптора только одна литейная мастерская изготовила 231 копию «Вечного идола» и 319 копий «Поцелуя». По этой причине в настоящее время собрания авторизованных копий роденовских скульптур есть во многих музеях мира, включая Государственный Эрмитаж (Санкт-Петербург), Государственный музей изобразительных искусств имени А. С. Пушкина (Москва), Национальную галерею искусства (Вашингтон), Метрополитен-музей (Нью-Йорк), Новую глиптотеку Карлсберга (Копенгаген). В 1956 году во Франции был принят закон, ограничивавший количество копий, которые позволялось снимать со скульптуры, двенадцатью.

## Оценка

### Стиль и творческий метод
Главным мотивом на протяжении творческого пути Родена было изображение человеческого тела в движении. Стремясь передать движение, Роден рассматривал будущую скульптуру не как статичный объект, а как некоторый центр движущихся масс, поэтому в замысле скульптуры у него особое место занимал торс как смысловой центр движения. В то время как академическая традиция диктовала, что голова скульптуры должна располагаться по линии равновесия, связанной с опорной ногой, Роден, работая над «Иоанном Крестителем», поместил голову скульптуры в точке опоры без учёта переноса тяжести тела на опорную ногу, игнорируя правило контрапоста. Пожертвовав анатомической достоверностью, скульптор добился создания иллюзии движения. Роден часто нанимал натурщиков для того, чтобы они отрабатывали определённые движения или просто ходили перед ним обнажёнными, и в это время рисовал или делал наброски из глины. И напротив, он не работал с профессиональными натурщиками, которые просто воспроизводили традиционные позы античных статуй.
Ещё одной особенностью скульптуры Родена является её эмоциональность. Герои Родена охвачены сильными эмоциями — любовью, болью, отчаянием, и Роден добивался убедительного отображения этих состояний, не прибегая к устоявшимся во французской скульптуре приёмам, к тому моменту ставшим своего рода скульптурными клише. По словам самого скульптора, на его работы надо смотреть сквозь слёзы эмоций. Так, страсть мужчины в «Поцелуе» видна во всём его теле: в напряжённой спине, в руках, вплоть до пальцев ног, впившихся в мраморный постамент. Роден говорил о «Мыслителе»: «Мой „Мыслитель“ думает не только мозгом, с нахмуренными бровями, расширяющимися ноздрями и сжатыми губами, но каждым мускулом своих рук, спины и ног, со сжатым кулаком и сжатыми пальцами ног».
Одним из излюбленных методов Родена была работа с профилями. Он ставил натурщика так, чтобы был отчётливо виден его профиль, и затем воспроизводил этот силуэт на глиняной модели. Затем Роден менял угол зрения, получая новый силуэт и снова воспроизводя его. Таким образом он постепенно создавал всю скульптуру. Роден воспринимал скульптуру не как завершённый объект, а как произведение, которое может и должно меняться вслед за автором; для него не существовало такой категории, как законченность или совершенство; он мог работать над одной и той же скульптурой годы, многократно её переделывая. По этой же причине он мог выставлять этюды или незавершённые работы. Роден также игнорировал закономерности способов формообразования. Роден, как правило, лепил модель из глины или гипсе пластическим способом, а затем его ученики и помощники переводили модель в самые разные материалы, и она, по-разному, но одинаково эффектно, выглядела и в мраморе, и в бронзе. Такие варианты одного и того же произведения можно видеть в разных музеях и все они считаются авторскими оригиналами.

### Значение и место в истории скульптуры
Сам Роден не относил себя к какому-либо течению. Корни его творчества лежали в реализме и романтизме. Роден был близок со многими французскими импрессионистами, а одним из повлиявших на него скульпторов был его современник Медардо Россо, стремившийся перенести открытия импрессионистов в скульптуру. В то же время от современников-живописцев Родена отличало тяготение к символичности образов и вневременным сюжетам. С середины 1880-х характерной чертой скульптур Родена стало намеренно создаваемое впечатление незавершённости: фигура, «выплывавшая» из глыбы мрамора, словно олицетворяла метафизический процесс рождения формы из аморфной материи. Согласно Британнике, «главным достижением Родена было возвращение западной скульптуре того, что всегда было её главным достоинством, — знания и великолепного изображения человеческого тела».
Оценка Родена менялась с течением времени. Добившись известности, он долгое время был противоречивой, даже скандальной фигурой, «бунтарём», шокировавшим консервативный истеблишмент своим подходом к скульптуре. Но в последние годы жизни к нему пришёл оглушительный успех, Роден был повсеместно признан величайшим мастером со времён Микеланджело. Хотя позднее, в 1920—1930-х годах, авангардисты отвергали Родена как старомодного, а современные критики отмечают в его скульптурах влияние того времени, когда Роден зарабатывал ремеслом декоратора, его огромное воздействие на всю последующую скульптуру общепризнанно.
В 2017 году во Франции была выпущена юбилейная серебряная монета достоинством в 10 евро, посвящённая О. Родену.

## Произведения о жизни Родена
- Американский писатель Дэвид Вейс в 1963 году написал роман о жизни Родена «Нагим пришёл я». Эта книга стала самым популярным произведением Вейса, автора ряда биографических романов[82].
- В 1988 году вышел французский фильм «Камилла Клодель», в котором роль Родена исполнил Жерар Депардье, а роль Клодель — Изабель Аджани.
- В 2011 году Борис Эйфман поставил балет «Роден» об истории любви скульптора и Камиллы Клодель[83][84].
- В биографическом фильме Жака Дуайона «Роден» (2017) скульптора сыграл Венсан Линдон.

## Фотолетопись
Последние годы жизни Родена и созданные им работы увековечены русско-французским фотохудожником Петром Шумовым (Choumoff; 1872—1936), тесно сотрудничавшим с Роденом в 1912—1917 годах, выполнившим около 150 снимков его работ и около 60 портретов и сцен из жизни скульптора (работа в мастерской, свадьба c многолетней спутницей жизни Роз Бёре, состоявшаяся за две недели до её смерти, похороны мадам Огюст Роден, скульптор на смертном одре) и позднее ставшим первым фотографом Музея Родена в Париже. Работы Шумова хранятся в Музее Родена и агентстве «Роже-Виолле» («Roger-Viollet»).